# Walikota Surabaya Cup 2015
Der Walikota Surabaya Cup 2015 im Badminton fand vom 26. bis zum 31. Mai 2015 in Surabaya statt.

## Sieger und Platzierte
| Disziplin    | Gold                                      | Silber                                 | Bronze                                              |
| ------------ | ----------------------------------------- | -------------------------------------- | --------------------------------------------------- |
| Herreneinzel | Sony Dwi Kuncoro                          | Shesar Hiren Rhustavito                | Eska Riffan Jaya                                    |
| Herreneinzel | Sony Dwi Kuncoro                          | Shesar Hiren Rhustavito                | Jeffer Rosobin                                      |
| Dameneinzel  | Hera Desi Ana Rachmawati                  | Wakana Nagahara                        | Ganis Nurrahmandani                                 |
| Dameneinzel  | Hera Desi Ana Rachmawati                  | Wakana Nagahara                        | Mayu Matsumoto                                      |
| Herrendoppel | Franky Wijaya Putra Sabar Karyaman Gutama | Qin Chenlin Zhang Yuxiang              | Akbar Bintang Cahyono Angger Sudrajat               |
| Herrendoppel | Franky Wijaya Putra Sabar Karyaman Gutama | Qin Chenlin Zhang Yuxiang              | Arya Maulana Aldiartama Tedi Supriadi               |
| Damendoppel  | Shiho Tanaka Koharu Yonemoto              | Mayu Matsumoto Wakana Nagahara         | Natalia Poluakan Variella Aprilsasi Putri Lejarsari |
| Damendoppel  | Shiho Tanaka Koharu Yonemoto              | Mayu Matsumoto Wakana Nagahara         | Devi Tika Permatasari Keshya Nurvita Hanadia        |
| Mixed        | Didit Juang Indrianto Koharu Yonemoto     | Ardiansyah Putra Devi Tika Permatasari | Tri Kusuma Wardana Meiliana Jauhari                 |
| Mixed        | Didit Juang Indrianto Koharu Yonemoto     | Ardiansyah Putra Devi Tika Permatasari | Arya Maulana Aldiartama Keshya Nurvita Hanadia      |